# 和歌山県立和歌山西高等学校
和歌山県立和歌山西高等学校（わかやまけんりつ わかやまにしこうとうがっこう）は、和歌山県和歌山市西庄に存在していた公立高等学校。由良要塞跡地に所在していた。

## 沿革
- 1984年 - 和歌山西高等学校として開校
- 2002年 - 単位制・2学期制となる
- 2012年 - 和歌山県立和歌山北高等学校と統合し、和歌山県立和歌山北高等学校西校舎となる
- 2014年3月31日 - 閉校

## 学科
- 普通科（単位制）

## 著名な出身者
- 桂枝曾丸 - 落語家
- 三笑亭夢花 - 落語家